# پارافایفکا
پارافایفکا (به لاتین: Parafeyevka) یک منطقهٔ مسکونی در روسیه است که در باشقیرستان واقع شده‌است.